# Херберт Киченер
Хорејшио Херберт Киченер, 1. ерл Киченер (енгл. Horatio Herbert Kitchener, 1st Earl Kitchener; Балилонгфорд, 24. јун 1850 — код Оркнијских острва, 5. јун 1916) је био британски фелдмаршал и колонијални управник који се прославио у империјалним походима, а касније је играо централну улогу у првом делу Првог светског рата, пошто је погинуо на половини рата.
Киченер се прославио 1898. победом у бици код Омдурмана и обезбеђивањем контроле над Суданом, након чега му је дата титула „Лорд Киченер од Картума“. Као начелник штаба (1900—1902) у Другом бурском рату играо је кључну улогу Робертсовом освајању Бурских република, а затим је наследио Робертса на месту главног команданта, у тренутку када су бурске снаге почеле са герилским ратом и пошто су Британци почели да затварају заробљене бурске цивиле у концентрационе логоре. Као главни командант војске у Индији (1902—1909) свађао се другим познатим намесником, поткраљем лордом Керсоном, после чега је овај на крају поднео оставку. Киченер се затим се вратио у Египат као британски агент и генерални конзул (de facto управник).
На почетку Првог светског рата 1914, лорд Киченер је постао државни секретар за рат. Био је један од ретких који је предвидео дуги рат. Организовао је највећу добробољачку војску у историји Британије и значајну експанзију производње материјала потребно да се боре против Немачке на Западном фронту. Његово заповедно лице, које је на регрутним постерима поручивало „Потребан си својој земљи!“ је остало познато и често пародирано у популарној култури. Упркос томе што је упозоравао на тешкоће да Британија обезбеди залихе за дуги рат, окривљен је за несташицу артиљеријских чаура у пролеће 1915. - што је био један од догађаја који су довели до формирања коалиционе владе - и одузета му је контроле над производњом и стратегијом.
Киченер је погинуо 1916. код Оркнијских острва, када је крстарица ХМС Хемпшир која га је носила на преговоре у Русију налетела на немачку мину и потонула.